# 西山英雄
西山 英雄（にしやま ひでお、1911年5月7日 - 1989年1月21日）は、京都府出身の 日本画家。日本芸術院会員。
日本画家の西山翠嶂は叔父にあたる。

## 略歴
- 1925年（大正14年） -　叔父の西山翠嶂に師事し、画塾青甲社に入塾
- 1931年（昭和6年） - 帝展初入選
- 1934年（昭和9年） - 「港」を帝展に出品して新特選[1]
- 1936年（昭和11年） - 京都市立絵画専門学校（現：京都市立芸術大学）別科卒業
- 1947年（昭和22年） - 日展特選
- 1954年（昭和29年） - 京都学芸大学教授
- 1958年（昭和33年） - 牧人社を結成。日展文部大臣賞受賞。
- 1961年（昭和36年） - 日本芸術院賞受賞
- 1972年（昭和47年） - 京都市文化功労者
- 1976年（昭和51年） - 京都日本画家協会理事長
- 1980年（昭和55年） - 日本芸術院会員

## 著書
- 版画国立公園集 東山魁夷共著 芸艸堂 1960
- 日本画入門 保育社カラーブックス 1968
- 富士20 西山英雄作品集 京都書院 1971
- 西山英雄装画 司馬遼太郎原作播磨灘物語1 光村推古書院 1975
- 北陸二景 西山英雄オリジナル石版画集 毎日新聞社 1979
- 西山英雄画集 朝日新聞社 1982